# Буке, Мартин
Мартин Буке (фр. Martin Bouquet; 6 августа 1685, Амьен — 6 апреля 1754, Париж) — французский учёный и библиотекарь, бенедиктинский монах конгрегации святого Мавра, религиовед, филолог, историк.
В 1706 году принял постриг в монастыре города Мо. Был монахом аббатства Сен-Мор, позже назначен библиотекарем Сен-Жермен-де-Пре, в коллекции которого в то время насчитывалось 60 тысяч книг и 8 тысяч рукописей.
Принимал участие в научно-исследовательской работе Бернара де Монфокона. Будучи хорошо сведущим в древнегреческом, Буке помог своему собрату Бернару в издании трудов Иоанна Златоуста. Он сам готовил новое издание еврейского историка Иосифа Флавия.
Начиная с 1738 года опубликовал первые восемь томов большого собрания под названием «Rerum gallicarum и francicarum Scriptores», которое продолжали после его смерти многие другие учёные. Это сборник ценных исторических документов Галлии и Франции, который охватывает время от ранней истории Франции до 987 года.

## Память
Именем Мартина Буке названа улица в Амьене.